# 오연재 (1973년)
오연재(1973년 12월 18일 ~ )는 대한민국의 배우, 연극인이다.
1996년 연극 <우리들의 일그러진 영웅>의 김윤희 역으로  데뷔하였다.
본명은 오영림이다. 2003년 오연재로 개명하였다.

## 학력
- 대도초등학교(전학)
- 서울대곡초등학교(졸업)
- 숙명여중(졸업)
- 숙명여고(졸업)
- 서울예전 방송연예과 (졸업)
- 단국대학교 대중문화예술대학원 뮤지컬 전공 (석사)

## 소속
- 1997년 동랑연극앙상블
- 2002년 극단 zino(이후 극단 산으로 명칭 변경)
- 2010년~2022년 백석예술대학교 공연예술학부 뮤지컬과 겸임교수 역임
- 2016년 11월 29일~ 극단 작은 곰
- 2017년 ~ 강남 마을넷

## 출연 작품
- 1996 연극 <우리들의 일그러진 영웅> 김윤희 역
- 1997 연극 <트로이의 여인들> 폴룩세나의 목소리 역
- 2000 뮤지컬 <RUSH> 링링 역
- 2001 뮤지컬 <스팅> 앙상블 역
- 2002 연극 <내 아내의 남편은 누구인가?> 미연 역
- 2003 연극 <爾> 정판수, 우인 역
- 2003 영화 <믿거나 말거나, 찬드라의 경우> 간호사 역
- 2004 연극 <짬뽕> 미란 역
- 2010 연극 <슈퍼맨이 날아간 자리> 원더우먼 역
- 2017~2023 낭독공연 <우.동.연 : 우리 동네에서 연극을 만나다 > 배우, 기획
- 2018 낭독공연<임신로봇> 로봇의 목소리 역
- 2019 입체낭독음악극 <솥 굽는 마을> 각색, 작사,작곡, 배우
- 2019 연극 <사냥꾼 두실> 엄마 역
- 2020 연극 <정씨여자 > 정연이 역
- 2021 연극 <90-7번지> 영진 역
- 2022 연극 <정씨여자>: 제5회 극장동국 연출가전 정연이 역
- 2024 영화 <흑백의 제로> 여자의원 역
- 2025 NETFLIX넷플릭스드라마 <폭싹 속았수다> 현이숙 역 (극중 오한무의(정해균)부인, 오애순(문소리,아이유)의 작은 엄마)